# Poa kilimanjarica
Poa kilimanjarica är en gräsart som först beskrevs av Karl Olov Hedberg, och fick sitt nu gällande namn av Markgr.-dann. Poa kilimanjarica ingår i släktet gröen, och familjen gräs. Inga underarter finns listade i Catalogue of Life.